# مرکز خرید رزمال
مرکز خرید رزمال یا رزمال مرکز خریدی در منطقه ۲۲ شهر تهران در نزدیکی دریاچه خلیج فارس است که از سال ۱۳۹۳ ساخت آن آغاز شد و در سال ۱۴۰۲ بازگشایی شده است. مرکز خرید رزمال توسط شرکت ارم پایدار راد ساخته شده است. مهندسی سرپرست ساخت آن برعهده کرامت روحی، مهندسی بخش تأسیسات برعهده آرمان طهماسب و معمار آن مرتضی باشی می‌باشد. مالک و مدیر رزمال محمدرضا صفایی فر می‌باشد. این مرکز خرید داری ۲۵ طبقه واحد تجاری و تفریحی می‌باشد. همچنین مرکز خرید رزمال دارای دو برج دوقلو ۱۴ و ۱۵ طبقه ای با بلندی ۴۳ متر و ۵۵ متر می باشد. این دو برج به گنجایش ۲۱۲ واحد با کاربرد اداری استفاده می‌شوند. در ساخت آن از نمای دیوار پرده‌ای استفاده شده است. این مرکز خرید داری یک پردیس سینمایی با ۷ سالن سینما با گنجایش ۸۴۸ نفر می‌باشد. سالن شماره یک این پردیس دارای ظرفیت ۲۸۳ نفر بوده و امکانات استیج حرفه‌ای، اتاق گریم، سیستم صوتی دالبی، و سرور سینمایی دارد. سالن‌های دو تا هفت آن با ظرفیت ۱۱۳ برای هر سالن دارای امکانات سیستم صوتی دالبی، نمایشگرهای Full HD، و میکروفون‌های HF است. مرکز خرید رزمال دارای یک سالن همایش و تائتر، یک تالار موسیقی با گنجایش ۱۶۰۰ نفر و یک نمایشگاه هنری و و علمی می‌باشد.
زیر بنای رزمال ۲۰۰٬۰۰۰ متر مربع است که ۷۴٬۰۰۰ متر مربع آن تجاری می‌باشد. پارکینگ رزمال داری ۲۸۶۰ پارکینگ در ۵ طبقه است. این مرکز خرید دارای ۳۸۴ فروشگاه، رستوران و کافی شاپ می‌باشد. در طراحی آن از المان‌های معماری ایرانی و مدرن استفاه شده است. بخش تجاری رزمال داری نُه بخش مجزا در زمینه‌های لوازم آشپزخانه، لوازم خانه و تزینات، مد و پوشاک، آرایشی بهداشتی، لوازم دیجیتال و الکترونیک، لوازم ورزشی، لوازم هنری و طلا و جواهر است. در بخش تفریحات رزمال استخر و سونا، سالن بدنسازی، اتاق ماساژ، بیلیارد، بولینگ و بزرگ‌ترین شهربازی سرپوشیده تهران با نام رزلند قرار دارد.
رزمال دارای یک سرای غذا می‌باشد که در آن چندین رستوران ایرانی، فست فود و کافی شاپ می‌باشد. در طبقه پنت هاوس برج جنوبی رزمال یک رستوران بین الملی با دید ۳۶۰ درجه و مشرف به دریاچه خلیج فارس وجود دارد. همچنین مرکز خرید رزمال داری یک بام سبز در طبقه آخر ساختمان مرکز خرید خود نیز می‌باشد.

## بیشتر بخوانید
- فهرست مراکز خرید در ایران
- پردیس سینمایی رزمال